# 察珲多尔济
察珲多尔济（17世纪？—1699年），清初喀尔喀蒙古土谢图汗部首领，第二任土谢图汗。
他的父亲是衮布。1655年，衮布去世，察珲多尔济继承土谢图汗。喀尔喀蒙古左右翼内讧，察珲多尔济杀札萨克图汗沙喇。1688年五月，准噶尔汗噶尔丹率军三万掳掠喀尔喀牧场。土谢图汗与其子噶勒丹多尔济大败，与其二弟活佛哲布尊丹巴一世，向清朝归降。1691年，康熙帝下诏保留土谢图汗的称号。1699年，察珲多尔济去世。察珲多尔济四子：长子噶勒丹多尔济，早亡，孙敦多布多尔济袭爵土谢图汗；次子多尔济额尔德尼阿海，三子班第达额尔德尼那木札勒，四子车凌巴勒。